# The Sandpipers
The Sandpipers foi um grupo vocal de easy-listening (música orquestral) e folk-rock estadunidense formado em 1965, que marcou as décadas de 1960/1970 com suas harmonias vocais e arranjos de baladas e pop. Embora não tenham obtido uma carreira realmente longa, o grupo chegou a ter uma música no Top 10 graças ao sucesso da versão cover de Guantanamera em 1966.
Em 1970, gravaram Come Saturday Morning com relativo sucesso, mas eles separaram-se em 1975.
Participaram do álbum, Hotel Byblos Sain-Tropez, com a faixa Never Can Say Goodbye.

## Integrantes
O grupo The Sandpipers foi formado inicialmente por: Jim Brady, Mike Piano, Richard Shoff e, Pamela Ramcier.

## Discografia
O grupo The Sandpipers lançou os seguintes discos:
1966: Guantanamera 
1967: Misty Roses, The Sandpipers
1968: Softly 
1969: Kumbayah 
1970: Second Spanish Album, Come Saturday Morning
1971:A Gift of Song, La Bamba
1977: Overdue